# یخچال بسطام
یخچال بسطام یا یخچال حاج محمد تقی سعیدی مربوط به دوره قاجار است و در بسطام، غرب شهر، بعد از اداره مخابرات واقع شده و این اثر در تاریخ ۲۵ خرداد ۱۳۸۱ با شمارهٔ ثبت ۵۸۶۱ به‌عنوان یکی از آثار ملی ایران به ثبت رسیده‌است.